# Тіффані Мілліон
Сандра Лі Шваб (англ. Sandra Lee Schwab), відома як Тіффані Мільйон (англ. Tiffany Million або англ. Tyffany Million, нар. 6 квітня 1966 року) — американська радіоведуча та феміністка, колишня професійна рестлерка і порноакторка.

## Кар'єра
В кінці 1980-х стала членкинею Gorgeous Ladies of Wrestling (G. L. O. W.) і взяла ім'я Tiffany Mellon. Була частиною команди, відомої як Park Avenue Knockouts («Нокаути Парк-авеню»). Пішла з G. L. O. W. в 1989 році, стверджуючи, що керівництво G. L. O. W. переслідувало її і одну з борчинь, підозрюючи їх в інтимному зв'язку.
У 1992 році почала зніматися в порнофільмах зі зйомок відео Twister. До 1994 року знялася приблизно в 100 порнофільмах (у тому числі в одному під назвою B. L. O. W. (Beautiful Ladies of Wrestling)). 
У 1994 році пішла з порноіндустрії, отримавши спадщину. 
Стала ведучою політичного ток-шоу на радіо під назвою Margot Monday. 
Згідно з її вебсайтом, наразі вона щаслива одружена мати двох дітей.

## Нагороди
- 1994 AVN Award — Краща групова сцена, фільм (New Wave Hookers 3)[5]
- 1994 XRCO Award — Краща акторка, сольне виконання (Sex)[6]
- 1995 AVN Award — Краща акторка другого плану, фільм (Sex)